# Spilosoma scita
Spilosoma scita är en fjärilsart som beskrevs av Walker 1865. Spilosoma scita ingår i släktet Spilosoma och familjen björnspinnare. Inga underarter finns listade i Catalogue of Life.

## Bildgalleri

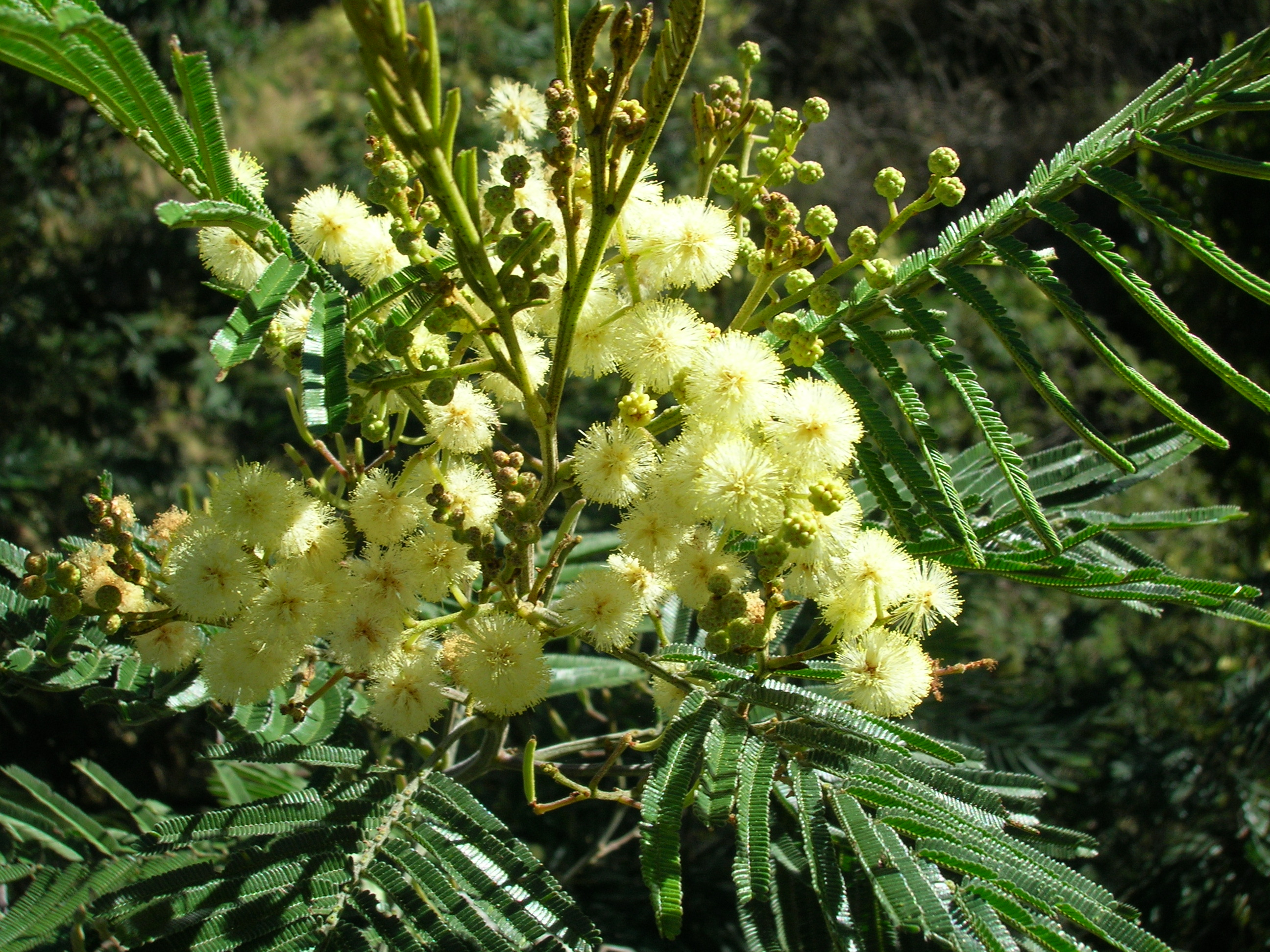
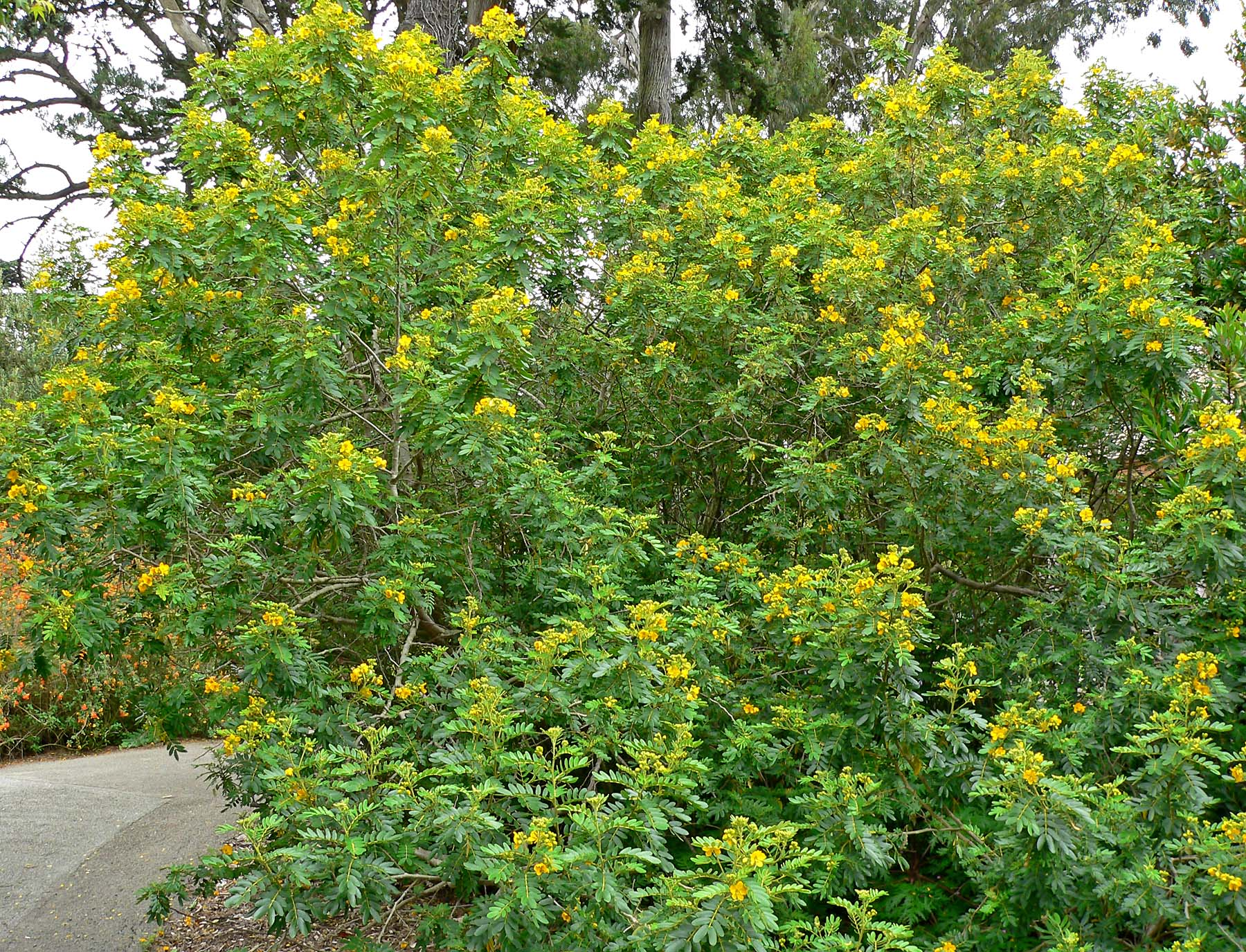
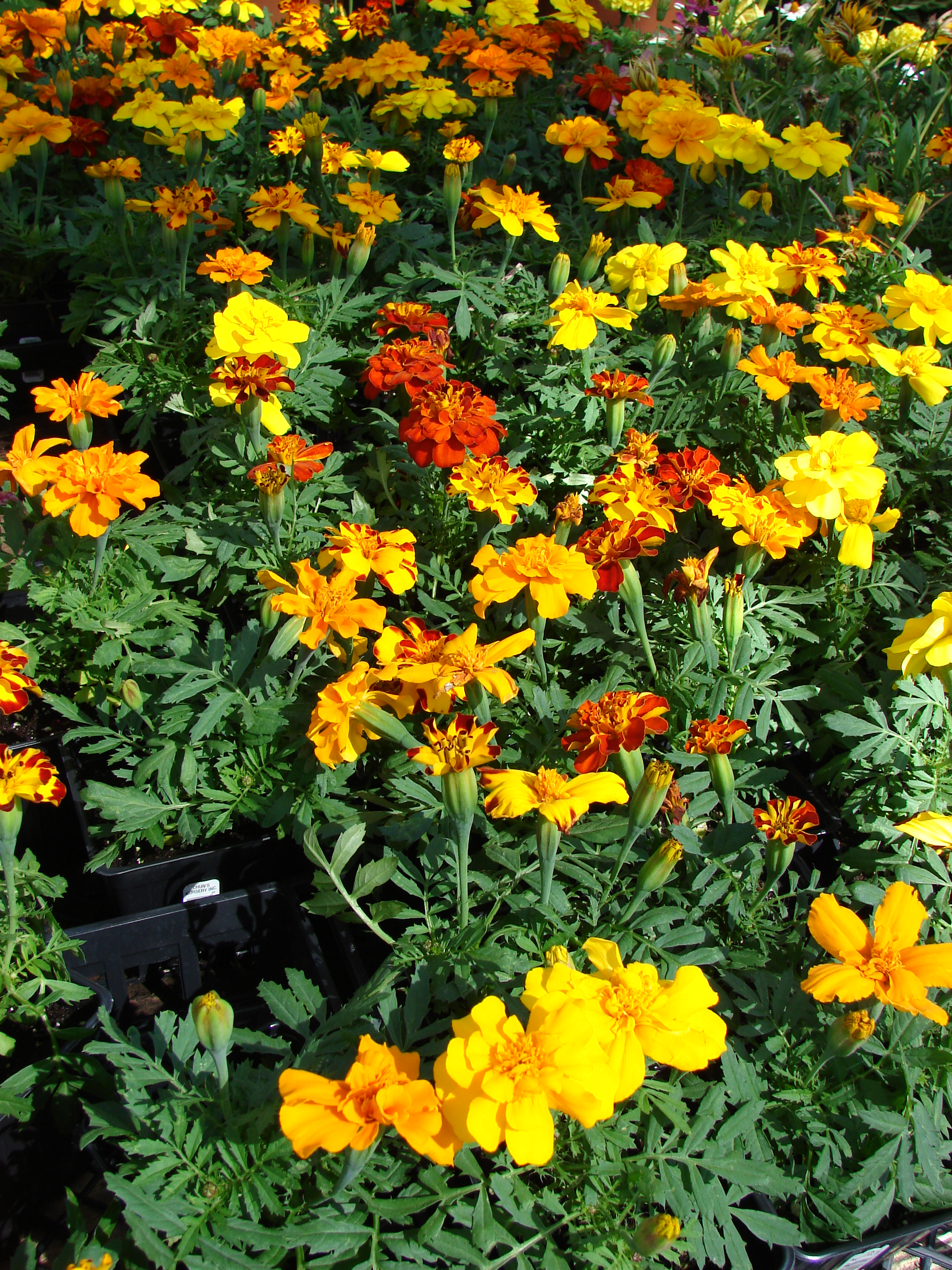